# ジェニー (人形)
ジェニー（Jenny、JeNny）は、タカラトミー（旧タカラ）が販売している日本の着せ替え人形キャラクター。タカラトミーによる名前の公式表記はJeNny。

## 概要
1982年（昭和57年）、米マテル社より、バービー製造販売のライセンスを取得したタカラで開発された通称『タカラバービー』が元となっている。マテル社とのライセンス契約切れに伴い、1986年（昭和61年）に（タカラ）バービーがジェニーへと改名され現在にいたる。
ジェニーと同じタカラ（当時。現: タカラトミー）の着せ替え人形リカちゃんは幼児と小学生児童を主な対象とするが、ジェニーは若干上の年齢層をメインターゲットに開発された。リカちゃんがファッション性をより重視した商品展開からままごと、ごっこ遊びを重視し幼児でも着せ替えが簡単なワンピース型のドレスが多いのに対して、ジェニーはトップスとボトムスが分かれたものが多い。
本国版バービーブランドを流用した設定だったが、タカラの独自ブランドであるリカちゃんと商品差別化から、バービーの妹スキッパーや親友ミッヂは発売されなかった。商品傾向はキャラクター設定の案内説明が少なく、従来テレビ番組アニメーションのタイアップで販売された人形とは異なり、余計な印象が無い人形として「リカちゃんのお姉さん格」として好意的に受け入れられ、徐々に販売数が伸びた。
当時、ジェニーへ改名の理由についてタカラの広告では、「ミュージカル『ジェニー』に主演したバービーが大成功を収め、そのヒロインの名前の『ジェニー』をバービーが襲名する事になった」という説明がなされた。タカラバービーの販売が好調な中での名称変更であった為か、この告知キャンペーンは、宝塚歌劇団と提携して昭和61年宝塚花組公演ミュージカル『ヒーローズ』の第8場 ザ・ヒロイン 〜ジェニー〜としてレヴューをジェフ役に大浦みずき、ジェニー役に秋篠美帆として実際に上演する等、大々的に行われた。バービーのボーイフレンドであったケンはジェフと改名されたが、こちらについての説明は特にされなかった。
人気拡大でバービー時代と初期ジェニーの縫製はリカちゃん同様日本国内で行われ、当時の予算原価制約限界で作られた衣装も見られた。人形のジェニーとは別にブランドでタイアップの文房具や菓子が販売される頃には、衣装製造が韓国や中国に移行し粗製が目立った。
基本的に小学高学年程度を対象としているが、多くのファッションブランドとのタイアップ企画商品が数多く発売されている。バービー時代に山本寛斎、ジェニーに移行してハナエモリ、ピエール・カルダン、イヴ・サンローラン等が挙げられる。また販売促進で少女漫画雑誌とのコラボレーション、レナウンのイェイェ・ブランドのメモリアル品、タイアップ企画は多岐に渡った。一般販売では、1994年レブロンとの企画からメイクアップ用の小物が付属したもの、別途エステ・サロンを模したドールハウスが発売された。
中野裕通など日本人デザイナーやファッション誌と提携し、モデルキャラクターとして使われることもある。
以上のように、基本的に女児向けのおもちゃとして作られてはいるが、製品の開発目的から大人のファン・コレクターへ向けたアイテムが多数存在する。一例で企業タイアップの大人向け商品ではタカラ・バービー時代、1985年実物のサファイアミンク毛皮コートを纏ったものなどがある。これら過去においてコレクターのプレミアム価値は年代上の稀少価値、デザインから人気は様々である。
レギュラー扱いの定番商品は、製造が縫製など手作業工程の製品性質から、スポット生産で販売期間は一年以内、追加の再生産は行っていない。

ドール本体は別として、シリーズの衣装に使われる布地生地は特注生地が多く、同じ製品を再生産出来ない事情から、ブームを迎え衣装の縫製製造が韓国から中国に移り粗製濫造した時期以外、レギュラーの定番商品の再生産は行わず、販売が伸び悩み減少傾向だった2000年代以降、年1～2回の季節シリーズ、カレンダー・ガール・シリーズ、年一回タカラ特約店で販売されたコレクター向けナイス・ジェニー・シリーズは、再入荷無しの売り切りで扱われた。

TOTOCOなどと行った共同開発製品や、リカちゃんキャッスルで受注予約限定生産されたアイテムについては一部再生産が行われ、この限りでは無い。

ほかに関連商品として着せ替え用ドレス、家具、ハウス等が発売されている。
1990年代前半にかけジェニーは大ブームを起こし、専門誌が刊行されたり、原宿に専門店が開店された。2000年（平成12年）にはヒロインの顔がリニューアルされた。しかし2007年年度末にメーカー公式ファンクラブ休止と会費精算の通知後、2008年（平成20年）非公式に生産休止、新製品は発売されず店頭から姿を消した。
2010年（平成22年）4月になって、従来よりファッション性を強調し、パッケージ・ロゴ・ボディに加えヒロインの顔を大きくリニューアルし、同年9月からジェニーシリーズが再発売されることが発表された。
2016年（平成28年）エクセリーナ・シリーズをもって、レギュラー・シリーズも再び販売休止。リカちゃんキャッスルが受注製造と限定販売するものでは入手可能(2019年現在)
2023年(令和5年)8月、「#Licca」シリーズとして、「#Licca #ジェニー(ハッシュタグリカ ハッシュタグジェニー）」を発売。#Liccaにとってモデルの先輩で、憧れの存在という設定。

## 設定
- 8月1日生まれ。ハイスクールに通う17歳（20歳・18歳・15歳のタイプもある）。
- 身長165cm、体重45kg。
- ロサンゼルス出身。父は映画のプロデューサー、母はデザイナー。
- 明るくて好奇心旺盛。少々負けず嫌い。将来の夢はファッションデザイナー。
- 2010年に復活した際に職業が「モデル」に。
- 好きな色は発売当時の公式プロフィールでは赤。2010年のプロフィールでは濃いピンクと黒。

## 歴史
- 1986年 - タカラバービーからジェニーに改名。エリー、ジュリア、フローラ、シーナ、マリーンを「ジェニーズクラブ」シリーズとして発売。 原宿竹下通りにジェニーショップ開店。オフィシャルファンクラブ「ジェニーメイト」発足。会報誌「ナイスジェニー」創刊。秋田書店より雑誌「ジェニーズクラブ」創刊。
- 1987年 - エイティーンジェニー、キサラ（大徳寺貴更）、レイフ、ジェフ発売。
- 1988年 - メイリン、アニー、アヤ、リサ、ジュディを「ニュージェニーズクラブ」シリーズとして発売。オリーブ発売。オフィシャルファンクラブが「ジェニーズクラブ」に名称変更される。「ジェニーコンセプトブック･ウサギみみピキュン」がプロモーション用に配布される。8月8日、フジテレビとのタイアップにより「ジェニーTVステーション」を開催。ファッションショーが組み込まれたテレビ番組風の企画であった。[5]
- 1989年 - スターライトジェニー発売。日本ヴォーグ社より雑誌「JeNnY」創刊。ファッションショーを全国で展開する。この時のモデルの中には内田有紀がいた。[5]
- 1990年 - 秋元康がジェニーのマーケティングブレーンとして参加。[5]プリンセスジェニー、ティモテ、チャールズ発売。ロザーナ、ルイーズ、エリカ、エリーゼ、フランソワ、アベルを「ジェニーメイツ」として発売。
- 1991年 - ジェニーの顔がモデルチェンジされるが12月に元に戻る。チェルシー発売。波紋エリー（エリーズクラブ）テストセール。
- 1992年 - 波紋エリー、リナ、リエ、ジェーン、マイク、トム、ブリジット発売。渋谷キッズファーム・パオにジェニーショップオープン。
- 1993年 - レインボージェニー発売。
- 1994年 - ジュリアナ発売。名古屋地区でのみ白肌ジュリアナのテストセール。原宿ジェニーショップ移転。
- 1995年 - 原宿ジェニーショップ閉店。
- 1996年 - カレンダーガールジェニー発売開始。
- 1997年 - ナオミ、フローラ（1986年発売のものとは別人）、シェリー、ミルフィーユ発売。スーパーアクションボディを使った商品の発売開始。
- 1998年 - ミツキ、ローラ発売。
- 1999年 - カオリちゃん、星澤奈々子発売。三越銀座店に於いてイベント「ジェニーフェスタ」開催。会場にてスージー、ユリーシア、試作ナチュラルボディ限定販売。エンジェルズガーデンジェニー、バレリー、フェリス、リリアン発売。過去13年間のジェニーのデータを収録したCD-ROM「ジェニーデジタルライブラリー」発売。映画「エリザベス」の日本での公開を記念して、エリザベス1世の着ているドレスを忠実に再現した「エリザベスちゃん」が製作される。世界でただ1体しかない。[6]
- 2000年 - ジェニーの顔がモデルチェンジされ、特徴的だった瞼の白いラインが無くなる。ナチュラルボディを使った商品の販売開始。フィフティーンジェニー発売。アンジェリー、ジェシカ、モエ、キョウコ発売。PG09系として、シオン、ロベリア発売。銀座博品館地下1階に、リカちゃんとジェニーの専門店「リカちゃんCLUB67」がオープン。
- 2001年 - サヤカ、たまき、桜子、トモキ、カーナ、アイリ発売。
- 2002年 - ナチュラルボディからスタンダードボディに順次切り替え。
- 2003年 - あいこちゃん、ちひろ発売。
- 2004年 - あやの、サユリ、たくみ発売。
- 2005年 - マリー発売。
- 2006年 - 20歳ジェニー発売。
- 2007年 - みらい発売。
- 2008年 - 2007年12月のきものジェニー・きものみらい発売以降、新製品の発表や発売がなくなる。2008年1月31日をもって、オフィシャルファンクラブ「ジェニーズクラブ」の新規会員募集打ち切り。
- 2010年 - ファッション性を前面に打ち出してリニューアルし、9月に再発売開始。新フレンドとしてジェシカ登場。
- 2016年 - エクセリーナ発売以降、再び新製品の発表や発売がなくなる。
- 2023年 - #ジェニー発売。

## 商品
ジェニーの全長は通常品で約27cm、重量は100g強。バスト約12.5cm、ウエスト約7cm、ヒップ約11.5cm。乳幼児の誤飲による窒息事故を防止するため、人形の靴など小さな部品には、体に害のない苦味剤が塗布されている。

### ジェニーのボディバリエーション
ボディは発売時代に伴う変化やシリーズで異なり、座高や股下寸法に鎖骨のあるタイプや胸周りが大きくウエストの細いタイプ等様々なバリエーションが存在し、商品によって使い分けられている。
ノーマルボディ
ABS樹脂製の胸部、ポリプロピレン製の腰部と、ポリ塩化ビニル（ソフトビニル）製の腕部、脚部、頭部から構成される。同じポリ塩化ビニル製ではあるが、腕部、頭部はゾル状からの射出成形、脚部はペレット状からの射出成形で、用途によって成形方法を変えている。近年では、ポリ塩化ビニルに含まれる可塑剤の揮発による健康被害への対策として、使用する可塑剤を非フタル酸系に変更したり、脚部の素材がオレフィン系熱可塑性エラストマーに変更されたりしている。
腕部の内部には、肌色のビニールでコーティングしたステンレス製の針金2本を中央部で合成ゴムで接続し、U字型に曲げたパーツが内蔵されている。この針金の変形の保持と、肩・腰・大腿付け根のジョイント部分の回転により、腕部と脚部のある程度の可動、ポージングが可能となっている。
タカラバービー時代のノーマルボディにはレディマリアボディを受け継ぎ脚内にクリック機構が内蔵され、一定の角度で膝の曲がりをホールドできるタイプのものもあった。

86ナイスジェニーボディ
1986年に発売されたミュージカルヒロインナイスジェニーに使用されたボディ。
両腕が１本のワイヤー状になっており、360度回せる。首をかしげる事もできる。

エンジェルズガーデンボディ
1999年3月から2000年8月まで。基本的な使用素材、及びパーツ構成はノーマルボディと同様。現行（2015年現在）ノーマルボディとの大きな差異は、首とヘッドのジョイント部分を別パーツにすることにより、首をかしげるポーズをとることが可能な点である。
エンジェルズガーデンジェニーシリーズ（後述）で初めて採用され、以降の通常商品でも多く採用されている。AGボディと表記される事も多い。このシリーズ後期の2000年末以降はスーパーアクションボディを使用している。
「エンジェルズガーデンボディ」という呼称は公式な呼び名ではなく、既存のノーマルボディと区別する為に自然発生的に使われるようになった呼び名である。
スーパーアクションボディ
1996年10月発売スーパーアクションジェニー・シリーズから採用 。ABS樹脂製の胴体部、腕部、脚部と、ポリ塩化ビニル製の頭部で構成される。首、肩、ウエスト、大腿部に加え、肘、手首、膝、足首にも関節の付いたボディ。SAボディ、SAJボディと表記される事も多い。様々なポーズを取ることが出来る1/6寸法の着せ替え人形となった。スポーツガールをモチーフにした当初のシリーズ、12月発売SAスーパーモデルクラブジェニーなど定価\2,500～\2,980のレギュラー価格帯で発売した。
ナチュラルボディ
2000年3月以降採用。オレフィン系熱可塑性エラストマー製の胴体部、腕部、脚部と、ポリ塩化ビニル製の頭部で構成される。ボディー全身の内部に針金を内蔵しており、その変形の保持により可動、ポージングが可能となっている。上記の各ボディと異なり、頭部とのジョイント部以外は継ぎ目の無い一体成型であり、実際の人間のボディラインに近い自然な造形となっている。
このボディの難点は、内部の針金が折れてしまいポーズの保持ができなくなる事が多い点と、エラストマーの弾力が強すぎて脇を閉めるのが難しく、腕が八の字型に開いたままになりやすい点、さらに皮脂やホコリなどの汚れが付着しやすい点である。
フォトジェニックジェニー（後述）で初めて採用されたため、フォトジェニックボディ、PGボディと表記される事もある。
レディマリアボディ
リカちゃんのフレンドドールの1つ、「レディマリア」のボディを流用したボディ。素材構成はノーマルボディとほぼ同様。ジェニーがまだタカラバービーであった時期の（詳しくは概要の項目を参照のこと）、極初期の商品でのみ採用された。ウエストはノーマルボディよりもゆったりとしており、バストは小さめ。発売時期が短期だった事から高値で取引される。

ノーマルボディ#2
タカラバービー時代の1982年8月～85年までの商品に使用された。
胴体部分がノーマルボディとほぼ同じ形に変更。
脚の骨にマテルバービーで使っているような段階的に曲げられる骨組み（俗に『クリック足』と呼ばれる）を採用している。
2012年ボディ
2012年のスパークリングジェニーから仕様されている新ボディ。形状変更がなされ、脚部は硬い素材となっていることや、腰部のジョイントがなくなったことで可動域が従来よりも少なくなった。また、タイトなデニムなどが着せ替えられないため、2012年以降のラインナップはスカートかホットパンツが中心となっている。

### ジェニーのヘッドバリエーション
ジェニーのヘッドデザイン（髪型・髪色・肌色・瞳の色・メイク）にはファッションに合わせて多種多様なバリエーションが存在する。以下に挙げられた各商品の仕様は、最も標準的な仕様を紹介したものである。
ノーマルジェニー（旧ジェニー）
ブロンドのロングヘアにブラウンの瞳で、瞳の上に白いアイラインがあるのが特徴。
元々は、1980年代に旧タカラ社内で進められていた企画である「セブンティーンリカ」の為にデザインされたヘッドで、和製バービー製作にあたり、さらに瞳を大きくする等の若干の修正を加えた上で流用されたもの。ジェニーへの改名後も引き続き採用され、2000年のモデルチェンジまで長年に渡り販売された。モデルチェンジ以降、この旧ジェニーは一般の玩具流通で販売されることは無くなったが、ファンクラブ会報誌の誌上通販やリカちゃんキャッスル等、販路を限定して散発的に販売されることがある。
「旧ジェニー」という呼称は公式な呼び名ではなく、モデルチェンジ後のNewジェニーと区別するために自然発生的に使われるようになった呼び名である。
エクセリーナ
1984年、「ジェニー（和製バービー）自身が考える理想の自分」というコンセプトの元、ジェニー（和製バービー）の高級ラインとして発売された。ビスク・ドールを意識したデザインで、青い大きな瞳と白い肌が特徴。
エクセリーナは仕様的にも販売戦略的にも一般のジェニーラインとは明確に差別化されている。通常のジェニーの髪はPVDC繊維だが、このエクセリーナの髪には人間用のかつらでも使用されているPVC繊維が採用されることが多い。非常に手の込んだドレスを着た商品や、アニバーサリーを冠した商品、販売経路を限定した商品等、多くの場合特別なラインナップとして発売され、価格もノーマルジェニーより高く設定されている。希少感や高級感を維持する為か、比較的安価でジェニーシリーズを製造販売しているリカちゃんキャッスルの商品ラインナップにエクセリーナは入っておらず、事実上自社独占販売商品となっている。
エイティーンジェニー
1987年、「ジェニーが18歳になったら」というコンセプトの元に製作された。ノーマルジェニーより背が高いボディと小さいヘッドを使用している。小顔でスタイルが良く大人っぽい雰囲気で、独特のやわらかな微笑みと，香り立つような美しさを持ち、シックなドレスも似合う為に大人のファンが多く、ファッションブランドとのタイアップ商品に使われることも多く、特に初期エイティーンや六本木コレクションシリーズは人気が高くコレクター間ではオークション等で非常に高値で取引されている事が多い。
スターライトジェニー
1989年にのみ製造販売された。瞳の中に無色のラインストーンが埋め込まれているジェニー。
プリンセスジェニー
1990年にのみ製造販売された。エイティーンジェニーのヘッドを流用した独自デザインのジェニー。顔のデザイン自体はノーマルジェニーとよく似ている。
1991年フェイス
1991年にジェニーのマイナーチェンジが図られ、ボディはより背の高いものとなり、ヘッドはK119から90K-ONE22のモールドとなり、フェイスデザインも瞳が小さくなって眉もギザギザのラインになる等の様々なデザイン変更が行われた。しかし、売り上げは伸び悩んだ為に同年12月に元のデザインに再度変更された。
「1991年フェイス」という呼称は公式な呼び名ではなく、この年のジェニーをノーマルジェニーと区別する為に自然発生的に使われるようになった呼び名である。
レインボージェニー
1993年にのみ製造販売された。「ジェニーが輝く」というコンセプトの元にデザインされ、瞳の中に十字型の星がプリントされている。
新エイティーンフェイス
1999年にのみ製造販売された。エイティーンジェニーのヘッドを流用した独自デザインのジェニーで、瞳の中に斜め十字の星がプリントされている。一部商品はオープンマウスだった。カレンダーガール・カクテルシリーズにのみ採用された。
「新エイティーンフェイス」という呼称は公式な呼び名ではないが、一部の関連書籍等でこの呼び名が使われている。
エンジェルズガーデンジェニー
1999年、従来のジェニーやフレンドとは全く異なる、パラレルワールド的な設定を元に製作販売された。顔のデザインは従来とは全く違うアニメ顔だが、既存のジェニーのイメージから大きく逸脱することが無いように、ブロンドのロングヘアとブラウンの瞳という基本仕様はそのまま採用された。瞳の中の薄茶部分は学校名にちなんで天使の羽の形をしている。2001年のシリーズ終了とともに、このジェニーの販売も終了した。
小学館の学年誌の「小学一年生」と「小学二年生」誌上に連載された、ジェニーの通う架空の学校を舞台にした漫画、『ときめきジェニー』『ドリーミーエンジェルジェニー』と連動した商品展開で、位置づけとしては漫画のキャラクタードールであり、従来のジェニーラインより低年齢の層をメインターゲットとしている。漫画のテーマは「将来の夢に向かって努力」というもので、ジェニーがロサンゼルスから横浜に移住し、エンジェルスガーデンインターナショナルスクール(AGIS)の2年生に編入するというストーリーだった。漫画に登場するキャラクターがこのシリーズ独自のフレンドドール（後述）として発売された。
フォトジェニック(PG)ジェニー（Newジェニー）
1999年に先行販売されたフォトジェニックジェニーに採用された新ヘッドが、2000年にスタンダードなジェニーのヘッドとして正式採用されたもの。以降2008年まで、単に「ジェニー」と言えば、このフォトジェニックジェニー顔のジェニーを指した。以前のジェニーのイメージを継承するため、ブロンドのロングヘアとブラウンの瞳という基本仕様はそのまま継続された。エイティーンジェニーヘッドを流用した為に小顔で、旧ジェニーより若干大人っぽく見えるデザインとなっている。
ラブジェニー
2010年 9月中旬から発売されている新ジェニー。3代目ジェニーとも呼ばれている。初代ジェニーのような瞼に白いラインと、下まつ毛が特徴。ただし、下まつ毛は白目に突き刺さるような形で生えている。また、頭が大きめ。

### フレンドドール（五十音順）のバリエーション
ジェニーはリカちゃんと違い、家族の人形は発売されていないが、代わりに多数のフレンドドールが発売されている。これらのフレンドドールが発売される際、主人公ジェニーとフレンドの出会いのエピソードが小冊子の形で紹介されることが多い。この小冊子は既存商品に封入されたり、玩具販売店の店頭で配布される。

#### 女の子
あいこちゃん
2003年、カレンダーガール（全日本女子高生制服通り）の10月（普通科）が初登場。誕生日は12月23日で日本生まれ、名前の由来は皇族の敬宮愛子内親王からきている。
2003年のきものシリーズで再発売されるが、2004年のカレンダーガール（日本文化史THE流行）の12月にエントリーされたものの、着用している衣装のデザインが著作権にひっかかり、販売中止になってしまう。その後2006年に、リカちゃんキャッスルのキャッスルコレクション6にエントリーされた。
アニー
1988年、3代目ジェニーズクラブの一員として、アヤ、ジュディ、メイリン、リサと共に発売された。
初版仕様:肩先までの長さの金髪ソバージュにブルーグリーンの瞳、ブルーのアイシャドウとほおの赤みが特徴。
キャラクター設定ニューヨーク出身の16歳で9月28日生まれのB型。趣味は化粧品集め。自分で自分のことをミーハーと言いきってしまう性格の持ち主で好奇心旺盛。誰とでもすぐに仲良くなれる。将来の夢は居心地の良い美容室を持つこと。
1999年、『銀座コージーコーナー』にて店頭ディスプレイ用に『ノアドローム』プロデュースで店員の服を着たアニーが店舗及び期間限定で飾られていた。元はワールドフォトプレス社発行『モノ・マガジン』の人気連載「モノフィギュア」の企画から。非売品。
アベル
1990年、ジェニーメイツの一員としてエリーゼ、エリカ、フランソワ、ルイーズ、ロザーナと共に発売された。眉やまつげなどのプリントはかなり明るめの茶色。瞳の色も明るいエメラルドグリーン。髪色はプラチナブロンド、髪型は前髪付きのロングヘア。長い髪を二つに分けて三つ編みにしている。また後年の再販版では様々な髪色・髪型のヴァージョンも発売されている。スイス出身の15歳で3月28日生まれの牡羊座のA型。ジェニーフレンド最年少の1人（もう1人はミツキ）。スキーはプロ級の腕前だそう。趣味は手芸とお菓子作り。甘えん坊で泣き虫。
初版は三つ編みで登場した。後にスイートカントリーシリーズとして復刻された。
アヤ
1988年、2代目ジェニーズクラブの一員として、リサ、アニー、メイリン、ジュディと共に発売された。髪色は茶髪、髪型はシャギーの入った前髪とゆるくウェーブのかかったロングヘア。太い眉と濃いめのアイシャドウが特徴。日本出身の18歳で、8月31日生まれの乙女座のA型。生け花や着物の着付け、料理が得意。趣味はディスコ。ゆくゆくは海外で一人暮らしをして日本の良さを伝えることが夢。
あやの
2004年、「カラーリングあやの」として初登場。6月24日生まれAB型の17歳。金髪サイドパート前髪ありのストレートロングヘアー、黒に緑のハイライトが入った瞳を持つ。
付属のジェルで髪色が元通りになるカラーリングペンで髪色チェンジ&ヘアアレンジをする髪遊びドール。
とあるイベントで、ヘアメイクアーティストを目指しアシスタントをしていた時、モデルとして参加していたジェニーと知り合い仲良くなる。
ジェニー曰く「普段はぼーっとしているけどヘアメイクの腕は抜群」との事。
手先が器用でヘアメイク以外にもネイルアートやお菓子作りも得意。
2005年11月にはきものシリーズで再発売されている。
旧エリー（初代）
1984年、当時のタカラバービーのフレンドとして発売された。1月13日生まれの山羊座のB型で18歳、ニューヨーク出身極細ワイヤ入りの金髪でカールをつけて遊べる仕様。プロフィールは共通だが、ジェニー時代のエリーとは別人。NYの五番街のデザイナースクールに通っており将来はケンゾーのようなデザイナーになることが夢。ロサンゼルス出身のタカラバービー、パリジェンヌのフローラに対し、１つ年上の18歳で大人っぽく都会派のニューヨークモードを好む個性派レディー。服もパービーやフローラよりも少し大人のデザインの物を着ていた。二代目エリーが褐色肌だったことを受けて、「白人エリー」とも呼ばれる。1984年以降長らく新製品が発売されなかったが、2018年に遂にリカちゃんキャッスルから復刻版が発売。以後髪型やメイクの違うverも発売されている。
エリー（二代目）
1986年、ジェニーズクラブの一員として、マリーン、シーナ、フローラ、ジュリアと共に発売された。ワイルドでセクシーな小麦色の肌とミステリアスな雰囲気が当時は反響を呼んだ。茶色の瞳はやや垂れ目。1月13日生まれの山羊座のB型で18歳、ニューヨーク出身。芸大の美術部に通う大学生。趣味はドライブ、スキー、ジャズダンス、ヨット、スキューバダイビング。発売前のアンケートでは子ども受けはいまひとつであったが開発スタッフの間では評判が良く、熱烈な後押しもありめでたくジェニーズクラブの一員として商品化された。発売すると今までにない大人っぽい雰囲気から大人の女性に人気が出て発売当時のアンケートでは購買者の平均年齢が27歳であったという。
なお、プロフィールは共通だが、タカラバービー時代のエリーとは別人である。
イメージブランドは「ミントシティ」。
エリーゼ
1990年、ジェニーメイツの一員としてアベル、フランソワ、エリカ、ルイーズ、ロザーナと共に発売された。目の輪郭の色は濃いめで、瞳の色はオリーブ色。イギリス出身の17歳。3月17日生まれ、魚座のAB型。プロテニスプレイヤーを目指していて修行中に、旅行でウィンブルドンを訪れたジェニーと知り合う。正義感が強く、動物が大好き。
エリカ
1990年、ジェニーメイツの一員としてアベル、フランソワ、エリーゼ、ルイーズ、ロザーナと共に発売された。やや縦長の瞳は間隔が広く、子供っぽい雰囲気。中国出身。7月22日生まれ蟹座の16歳、B型。趣味は花を育てること。
1998年の復刻版では髪にメッシュが入り、肌色が小麦色になっている。
オリーブ
1988年、プリティオリーブの名前で発売。肩でカールした髪を付属のカールブラシとアクセサリーででヘアアレンジして遊ぶ髪遊びドールとして発売される。翌年には前髪カール・ストレートのスーパーロングタイプ、1992年には前髪カール・ソバージュのロングヘア・オリーブが登場した。どちらも付属のヘアアクセサリーとブラシ付きで長い髪を様々なヘアアレンジをして遊ぶ事を推奨していた。ブルーの瞳と小さめの唇が特徴。フランス・パリ出身の17歳。A型、3月3日生まれの魚座。エステティックサロン「プリティールーム」のカウンセラーで、ジェニーたちのおしゃれの相談に乗ってくれる。
カオリちゃん
1999年、ジェニーフレンド初のガングロギャルとして発売。サーフィンが趣味で、日焼け肌、白メッシュ入りの茶髪のストレートヘアにヤマンバメイク、ハイビスカス柄のキャミソールワンピース、スーパーアクションボディ仕様で登場。後に茶箱で黒髪美白バージョンが発売されその美少女ぶりが注目され現在までに様々なバージョンが発売されている。
10月5日生まれの17歳、日本の神奈川県葉山市出身。
2004年のカレンダーガール（日本文化史THE流行）の7月に09系ショップスタッフとして再発売エントリーされた。
キサラ（大徳寺貴更）
1987年、ジェニー初の日本人フレンド。ボディはジェニーより小柄でやや色の濃い鎖骨のあるボディーで発売され、ヘッドも他のドールより小さい。また発売当初のものには赤いマニキュアが施されていた。
東京都台東区浅草出身で、12月1日生まれの射手座のO型。16歳。都立浅草高校に通い音楽好き、おしゃれ好き、言いたいことはすぐ言う性格。家は代々続く江戸呉服屋、父親は外交官で両親は英国在住、兄もロンドン留学のため、祖父母と暮らしていると設定されていた。
最初の貴更は、髪は短く、服も現代的なもので、ややきつめの顔であったため子供へのウケこそ悪かったものの、前年に発表されたエリーとともに成人マニアの人気を勝ち取り、現在でも多くのバリエーションが発表されている。
最初のシリーズでは赤系のドレスと黒系のドレス、それに白系のドレスのものが合計で13種類も発売された。いずれのセットにも、コインペンダント、三つ編みの付け毛、帽子、サングラスが含まれ、当時の価格は3200円であった。最初のシリーズは濃い茶色のショートヘアだったが、2次型ではロングヘアで発売されている。このほかに、ジェニーズクラブの一員にもなって、レオタード着用のもの、本当に京都で染めたと言う着物を着た「京友禅キサラ」、ジェニー、エリーとバンドを組んで、ギターを持った「スーパーステージキサラ」が相次いで発売された。
ファンの間では一人称がボクとなっていることが多いが発売当時のタカラの公式設定では一人称はアタシ。語尾は「～なんだ」「～だよ」。
現在、キサラという仮名名称となっているが、大徳寺貴更は指先にマニキュアを付けているものの呼称である。ただ、20周年記念で発売された茶箱（黒箱）貴更には、はっきりと大徳寺貴更の文字があった。

キサラ（ハモンプロデュース）
貴更は初版の製造終了後久しくラインナップが無かったが1992年にハモンがプロデュースしたエリーズクラブというシリーズに、エリー、レイフと共に登場した。このドールはヘッドこそ大徳寺と同じ物であったが、金髪の白肌となり、ボディもブリジットに使用された背の高いボディーが用いられた。また、設定も誕生日が12月22日となっている。
桜子
2001年、トイザらス限定・ミスジェニーのフレンドとして登場。茶髪に大人びた顔立ち、スペシャルボディ。当初「ミスジェニーフレンド」の名称で発売され、一般公募で桜子に決まった。憧れの職業のコスチュームシリーズとしてスチュワーデス、ナース、カフェ店員、メイドと順次発売された。10月13日生まれの神奈川県横浜市出身。モデルは女優の松嶋菜々子。
サヤカ
2001年、スーパーコーディネイトフレンドとして登場。当初はナチュラルボディ。
ジェニーがブティックでアルバイトしていた時に、別のブティックで働いていたのが切っ掛けで知り合い、後に彼女とシオン、たまきと共にファッションコンテストに参加。
イメージブランドは「スタイリッシュモード」。
5月5日生まれの17歳、日本出身。
サユリ
2004年、カレンダーガール（日本文化史THE流行 10月・元祖美少女アイドルとだっこちゃん）に、フレンドドールとして登場。3月16日生まれの日本出身。
シーナ
1986年、ジェニーズクラブの一員として、マリーン、エリー、フローラ、ジュリアと共に発売された。茶色い瞳は二つの間隔がやや狭い。10月10日生まれの天秤座のB型。コペンハーゲン出身の17歳。4カ国語（英語・フランス語・ドイツ語・日本語）を話せる女優の卵。まじめで非常な努力家。また、父親は伝統工芸の職人で、デンマーク王室の御用達だという。趣味は占いとクラシックバレエ。
イメージブランドは「アイビーハウス」。
ジェシカ
2010年、ファッショニスタシリーズにて発売。
出身はニューヨークで、フレンドドールとしてはロベリア以来の外国人。
8月28日生まれ乙女座の17歳、B型。
趣味は、美容研究、愛犬のお洋服探し、ダンス。
素直で奔放、ちょっぴりマイペースな性格。
好きな色はピンクと黒で、リボンやバラなどの姫モチーフを用いた小悪魔系ファッションを好む。
シェリー
1997年、スーパーアクションボディを使用したバレリーナシェリーとして登場。
5月28日生まれの18歳、スペイン出身。明るく優しい気性の持ち主。
その後、15周年記念で発売された茶箱リミテッドverで再発売。ヘアスタイルは前髪あり銀髪ソバージュだったが、瞳の色が水色だったため、アイプリントデザインとの相性が良くも悪くもインパクトの強い仕様になった。
ジェーン
1992年、エンジョイバケーションシリーズとしてマイクと共に発売された。日焼け肌、フレンド初のオープンマウス。
アメリカの南の島出身の日系人で、8月2日生まれの17歳。マイクとは幼馴染み。
ティモテとかねてから交流があり、遊びに来るジェニーの案内を頼まれたのがきっかけで仲良くなる。スポーツインストラクターでもあり、マリンスポーツが趣味。
シオン
2000年、PGジェニーフレンドとしてロベリアと共にナチュラルボディで発売された。
ジェニーがアルバイトしていたブティックがあるファッションビルの、別のブティックでバイトしていた。そのファッションビルで企画したコンテストに、ジェニー、サヤカ、たまきと共に参加している。
発売から長らく1月5日生まれの山羊座のA型で日本出身、17歳というプロフィールのみだったが、2010年の再発売以降は細かい設定が付け加えられ、出身は東京で趣味は読書、映画鑑賞、乗馬。しっかりしていて上品なお姉さん的存在。好きな色はパープル、白、黒となった。
イメージブランドは最初は「スタジオストリート」だったが、たまき登場後は当時のナルニアブランドを彷彿とさせる「スイートバンビーニ」に変更。
2010年現在は、お姉さん系ファッション担当。
ジュディ
1988年、2代目ジェニーズクラブの一員として、アヤ、アニー、メイリン、リサと共に発売された。
明るめの金髪ソバージュで丸く大きめの青瞳（左サイドグランス）仕様で、後にこの髪型で瞳の色を緑に変更した「ビーズヘアージュディ」が発売されている。6月30日生まれの17歳B型、フランスのパリ出身。趣味はダンスと歌。女優に憧れてジェニーズクラブのオーディションに参加したが、歌手にもなりたいらしい。
ジュリア
1986年、ジェニーズクラブの一員として、マリーン、エリー、フローラ、シーナと共に発売された。髪は金髪。シャギーの入った前髪付きのポニーテール（1995年の再販版は目の上でまっすぐに切り揃った前髪つきポニーテール）。あどけなく愛らしい顔立ちで当時のアイドルを彷彿とさせる。4月27日生まれの16歳で神奈川県横浜市出身。両親と兄の4人家族。ジェニーのアメリカンスクールの後輩にあたる。趣味はフィギュアスケート。テニスとチアリーダーのクラブに所属。将来の夢はアイドル歌手。
ジェニーに似ているがまぶたが白いという特徴がない。
イメージブランドは「スタジオL・A」。
ジュリアナ
1994年、日焼け肌のスペシャルボディで発売された。ジュリアナ東京全盛時代のフレンド。当然ながら、ワンレン、ボディコンのスタイルであり、セットにはいわゆる「ジュリ扇」もちゃんと入っていた。ロンドン出身、10月1日生まれの18歳。血液型はO型。もともとは良家の子女らしいが、日本の短大に留学後ディスコの華となる。
ジュリアナ東京が撤退後、同社とのライセンス関係が終了した為にジュリアナの名称が使えなくなり、タカラはこの人形の改名をしようとしたが、熱心なジュリアナのファンが改名反対の運動を開始。これをうけてタカラは新しい名前を付けないことを決定した。以降、このフレンドは単に「フレンドドールJ」という商品名になり、名無し状態になってしまっている。
スージー
1999年、三越銀座店で開催されたイベント「ジェニーフェスタ」で初登場。ユリーシアと共に限定で販売された。
茶髪・前髪付きの短めのショートボブ。
この時はオープンマウス仕様だったが、後に製造されるようになったリカちゃんキャッスル製のは、クローズドマウス仕ようになっている。2月3日生まれの18歳。香港出身。
たまき
2001年、PGジェニーフレンドとして登場。当初はナチュラルボディ。
ジェニーのライバルとして、ファッションコンテストに参加していた。明るめの茶色の髪と瞳が特徴だったが、初期生産分のヘッドとフェイスプリントは中国製だった。イメージブランドは「ラブウェイ」。
その後、カレンダーガールの2003年（全日本女子高生制服通り 7月・美術科）と2004年（日本文化史THE流行 2月・英国4人組旋風）に登場。この2タイプはいずれもヘッド・フェイスプリントは日本製で、ショートボブヘアー仕様だった。
12月2日生まれ、17歳。日本の東京出身。
チェルシー
1991年、ジェニーフレンドとして登場。この人形はオオイケから1986年に発売された着せ替え人形のエリーナである。オオイケの特殊ボディー(可動範囲が広い)を使用した人形で、タカラとオオイケの業務提携の一環として、チェルシーと名前を変えて販売された。設定上はジェニーと同じ誕生日血液型で、双子かもしれない特別のフレンドとして紹介された謎の人形である。
ふわふわのファーの付いたパステルカラーのバレエの衣装のタイプと、サーモンピンクや小花模様のロマンティックでフェミニンな私服タイプが数点発売された。
8月1日生まれの獅子座。A型。17歳。フランス生まれ。趣味はロマンチックな小物集め。好きな色はサーモンピンク。好きな食べ物はスコッチキャンディ。
2007年現在はチェルシーの名前もライセンスの関係で使用されなくなり、ジュリアナ同様にただのジェニーフレンドとなっている。
ちひろ
2003年、カレンダーガール（全日本女子高生制服通り）の2月（普通科）が初登場。誕生日は2月14日で日本出身の17歳。名前の由来はアニメ千と千尋の神隠しの主人公、千尋から。
髪型も千尋を彷彿とさせる茶髪・前髪付きポニーテール。
その後、2003年のきものシリーズ、2004年のカレンダーガール（日本文化史THE流行 6月・女忍者）に登場。
ティモテ
1990年、同名のシャンプーを発売していた日本リーバ（現：ユニリーバ・ジャパン）との提携で生まれ、後述の通り北欧出身なのは、スウェーデン発祥のシャンプーとなっていることによるもの。
6月23日生まれ、北欧出身の18歳。蟹座のO型。職業は航空機の客室乗務員だが、その実は北欧某国の王位継承権も持つプリンセスである。趣味はハーブの栽培。
他の人形のほとんどは茶色のアイプリントが施されてあるが、この人形はブルーである。くるぶしまである長いストレートの髪の毛で、生産時期によって前髪の植毛の様子が違い、額からであれば初期、髪の分け目からであれば後期。その後緑目のものも製造された。この緑目のティモテは国産と中国産に移行してからの３ヴァージョンが2004年までカタログに掲載されていた、ロングセラー商品であった。
現在ではリカちゃんキャッスルからオリジナルのドールがリリースされ、キャッスルから発売されるオリジナルドールにおけるメインの肌の色は「ティモテ肌」と呼ばれている。
1994年にシャンプーが発売終了した後も長らくティモテの名前であったが、2013年2月にシャンプーが日本で再発売するのを控えた商標関係上の措置により、2012年10月1日からジュリアナやチェルシー同様名無しのジェニーフレンドTとなった。
ナオミ
1997年、スーパーモデルクラブの一員として、ジェニー、エリー、フローラ（三代目）と共に発売された。スーパーアクションボディ使用。
9月23日生まれの19歳、AB型、日本出身。モデルは当時人気全盛の安室奈美恵。発売当時は彼女を彷彿とさせる白メッシュ入りの茶髪のワンレンロングにパンツスーツ姿での登場。名前の由来はエステティックTBCのCMに出演し話題になったモデルのナオミ・キャンベルから。
フランソワ
1990年、ジェニーメイツの一員としてアベル、エリーゼ、エリカ、ルイーズ、ロザーナと共に発売された。グリーンの瞳は2つの間隔がやや狭く、大人っぽい雰囲気。9月5日生まれの18歳、フランス出身の乙女座、O型。国立高等中学校に通っている。ロサンゼルスフェスティバルでジェニーと出会う。アルバイトはコンパニオン。ボディはジェニーボディとエイティーンジェニーボディの2種類が発売された。
旧フローラ（初代）
1983年、当時のタカラバービー初のフレンドとして発売された。グリーンの瞳に、黄味の強い金髪の膝まであるロングヘアー（当時ここまで長い髪のドールは珍しかった）でクシ・ヘアアクセサリーが付属しており（付属していないverもあり）ジェニーフレンド界における髪遊びフレンドの元祖ともいえる。パリ出身。9月2日生まれの乙女座の17歳。両親と兄の4 人家族。O型。趣味は読書、バレエ、ピアノ、手芸。モデル学校に通う。コーラス部に所属している。将来の夢はピアニスト。パーティーでバービーが長い髪を褒めたことがきっかけで仲良くなる。おしゃれにこだわりの強いパリジェンヌでタカラバービー公式ファンクラブの会報ではバービーと熱いおしゃれ談義を繰り広げる。同会報ではロサンゼルスの明るく開放的な雰囲気のバービーに対し、エレガントでシックなパリジェンヌという個性を前面に出したファッションやライフスタイルを提案していた。２代目フローラに遅れること10数年、2016年にリカちゃんキャッスルより久々の新製品となる復刻版が発売。以後髪型やメイクの違うverも発売されている。
旧フローラ（2代目）
1984年、当時のタカラバービーのフレンド、初代フローラのフェイスをリニューアル（髪色をプラチナブロンドに、アイプリントの変更、瞳の色をグレーに変更、肌も色白肌に変更）し、「リセエンヌフローラ」として発売された。
髪型は前髪付きのロングヘア。ストレートの物と毛先がカールしたものが発売された。
その後1986年、ジェニーズクラブの一員として、マリーン、エリー、シーナ、ジュリアと共に再発売され（この時の髪型は淡い金髪の前髪ありショートボブ）、その後単独で「フローラルランド」（第一期ジェニーズクラブでは、彼女のイメージブランドになっている）として発売されている。タカラの公式設定は初代フローラとは誕生日・血液型・年齢・出身地すべてが同じ同一人物とされる。
ジェニーズクラブの活動後はフランスに帰国。金型が破損したとの噂があり同じ金型のメイリンと同様にしばらく新商品が発売されなかったが2002年に復刻版が発売された。
新フローラ（3代目）
1997年、スーパーモデルクラブの一員として、ジェニー、ナオミ、エリーと共に発売された。初代・二代目フローラとは全く別の人形で、丸顔で茶髪の前髪ありストレートロングヘアーで登場した。瞳はパープル。幼さの中にも意思の強さを感じさせる顔立ち。北欧出身の11月30日生まれの17歳。
このシリーズはフレンドドールにスーパーアクションボディが採用された初めてのシリーズであり、登場以来人気が高い。
このフローラは正式には3代目であるが、初代と2代目は同じ設定、ヘッドのドールであるため、ひとくくりとして初代とし、この新しいフローラを2代目とする場合もある（ex.リカちゃんキャッスル）。
星澤奈々子
2000年、セブン-イレブン限定で発売されたフレンドドール。7月11日生まれの18歳、日本の東京都港区出身。
学生服とコンビニ制服がセットになった仕様と、翌年発売のチアガール仕様の二種があり、ジェニーズクラブ会員限定でも何度か再発売されている。セブン-イレブン系列イトーヨーカ堂の少数店舗で販売されていた。
現在はリカちゃんキャッスルなどで発売されている。
マリー
2005年、セレブカールマリーとして登場。12月9日生まれの17歳の日本出身で、日本とフランスのハーフ。
髪の毛の素材は35度で形状記憶する形状記憶ポリマーを使用。専用のブラシを使って髪の毛を束ね、手の温度で温めるとセレブのようなカールヘアーが簡単にできる。
マリーン
1986年、ジェニーズクラブの一員として、シーナ、エリー、フローラ、ジュリアと共に発売された。9月16日生まれの乙女座の17歳、O型、ロンドン出身で貴族の娘。趣味は乗馬、アーチェリー。紅茶とスコーンが好物。
イメージブランドは「ヒットパレード」。
深いブルーの瞳を持つ上品な顔立ちは、極めて人形らしく万人受けしたために、フレンドドールの中ではナンバーワンの人気者であった（10周年人気投票で第1位）。ただ、1998年発売の「はじめましてマリーン」は廉価版の中国生産であったため、造りが雑であった。初版のいわゆる「ちょんまげマリーン」は高額のプレミアムで取引されることもある。
ミツキ
1998年2月
3月9日生まれの15歳、日本の東京都出身。ジェニーフレンド最年少の1人（もう1人はアベル）。
みらい
2007年、温度によって髪色が変化するカラーチェンジシリーズとして、ジェニーと共に発売。
10月3日生まれの17歳、日本の東京都出身のO型で、ヘアカラーアレンジを得意とするヘアメイクアーティスト。
ミルフィーユ
1997年、髪遊びフレンドとして登場。4月16日生まれのO型で16歳、フランスのプロヴァンス出身。趣味はお菓子づくり。好物はブイヤベース。プラチナブロンドのスーパーロングストレートヘアーで、ブルーの瞳を持っている。ティモテやオリーブ同様に、いわゆる髪遊びフレンドでヘアアクセサリーとブラシが付属しており、長い髪をさまざまなスタイルにすることをタカラは推奨していた。
メイリン
1988年、2代目ジェニーズクラブの一員として、アヤ、アニー、リサ、ジュディと共に発売された。茶髪のツインテールに茶色の瞳（左サイドグランス）仕様。
6月6日生まれ双子座の17歳、AB型、香港出身。6カ国語を話す。特技は太極拳。趣味はキッチュな小物集め。人なつっこい性格で、誰とでも仲良くなってしまう。ジェニー曰くちょっぴり不思議な女の子。将来の夢は中国雑貨店を開くこと
ジェニーズクラブ合格後は日本に引っ越し、活動を開始する。
このメイリンは初版の発売以後、全くラインナップが増えず、これはヘッド製造の金型が破損した為ではないかと噂された。もう製造できないだろうとのことで、インターネットオークションなどでは非常に高値で落札された時期もあったが、ジェニー誕生20周年記念ドールとしていわゆる茶箱（黒箱）で復刻されて以後は、シリーズ物にも登場している。
ユリーシア
1999年、三越銀座店で開催されたイベント「ジェニーフェスタ」で初登場。スージーと共に限定で販売。その後、茶箱リミテッドフレンドシリーズで一般発売された。
5月18日生まれの17歳、ロシア出身。
リエ
1992年、当初はボブガール・リエという独自のラインで販売され、ジェニーフレンドという位置づけではなかった。発売当時の化粧箱にはどこにもジェニーの名は入っていなかった。ヘアスタイルはその名の通り、濃い茶色のショートボブカットであったが、キサラと同じヘッドとメイクであった（眉毛だけが下がり眉毛である）。ボディも鎖骨のあるキサラボディを使用（後年の再販版はジェニーボディ）。また、生年月日などの設定は無かった。このため、キサラと同一人物あるいは双子説など、様々な憶測が話題になった。
現在では11月11日生まれの蠍座のB型。神奈川県出身の16歳となっており、晴れて正式にジェニーフレンドの仲間入りをしている。
リサ
1988年、2代目ジェニーズクラブの一員として、アヤ、アニー、メイリン、ジュディと共に発売された。横長の瞳で、二つの間隔はやや狭く、鼻は高く大きめ。ジェニーフレンドでは珍しい逞しい雰囲気の顔立ち。金髪。前髪付きの膝まであるスーパーロング。シドニー出身の4月1日生まれの牡羊座、18歳。O型。動植物の世話が上手で、将来の夢は獣医。大学生で、ガールスカウトのリーダー、自然が大好き。アウトドアライフが趣味でスポーツ全般に長けたパワフルな子。
リナ
1992年、二代目エリーをリーダーとしたユニット、エリーズクラブの一員として初登場。2月15日生まれのオーストリア、ウィーン出身の20歳。
このドールはハモンが権利を持っていたので、永らくタカラはこのドールをジェニーフレンドとしては登録していなかった。
一般生産終了後は原宿ジェニーショップ（黒髪きものver.）やTOTOCO（銀髪チャイナver.など）、リカちゃんキャッスル限定などで、バリエーション違いで再発売されている。
ルイーズ
1990年、ジェニーメイツの一員としてアベル、フランソワ、エリカ、エリーゼ、ロザーナと共に発売された。横分けポニーテールと縦長のより目（左サイドグランス）が特徴。5月22日生まれの双子座のO型で17歳、アメリカロサンゼルス出身。ロックが大好き。アメリカンフットボールのチアリーダーをしており、同じくチアリーダーの経験があるジェニーに、友人を通してチアガールを臨時で頼んだのがきっかけで仲良くなった。
ローラ
1998年、。3月18日生まれの17歳、カナダ出身。
金髪で前髪付きのスーパーロング・オープンマウス仕様。ヘアアクセサリーとクシが付属した髪遊びフレンドだったが、のちに様々な髪型が発売される。まず1999年に茶髪セミロングの「アウトドアローラ」が発売、その後2000年に茶箱で登場。
2012年からリカちゃんキャッスルでも発売されている。
ロザーナ
1990年、ジェニーメイツの一員としてアベル、フランソワ、エリカ、ルイーズ、エリーゼと共に発売された。
10月27日生まれの蠍座で19歳、スペイン出身。茶色のワンレングスストレートロングヘアに茶色の瞳、小麦色の肌仕様。大人っぽくてしっかり者。占いが得意。ジェニーとは一緒にエーゲ海にダイビングに行く仲。
ロベリア
2000年、PGジェニーフレンドとしてシオンと共にナチュラルボディで発売された。
10月29日生まれの蠍座でB型の17歳、ベルギー出身。特技はパラパラダンス。
イメージブランドは「スウィートバンビーニ」（後にシオンのイメージブランドに変更）。

#### 男の子
ケン
1985年、当時のタカラバービーのボーイフレンドとして発売された。プロフィールはそのままジェフに引き継がれている。
ジェフ
1986年、ジェニーのボーイフレンドとして、タカラバービー時代の名前・ケンより改名。茶髪に茶色い瞳の優しい青年。ロサンゼルス出身の18歳で、4月8日生まれの牡羊座のO型。スポーツマンでバスケが得意。
2001年パリに留学、たまきと出会う。
その後2004年のカラーリングストーリーにおいて、ジェニーの元に戻った模様。

タクミ
2004年、ジェニーとあやのを撮影するカメラマンとして登場。ふわふわとした茶髪パーマヘアーは大流行した韓流スターをイメージしたともいわれる。カラーリングストーリーのラストであやのに告白されボーイフレンドになった。
チャールズ
1990年、北欧の王子でティモテのいとことして登場。ジェニーに社交界デビューのためのレッスンをする。北欧某国出身の20歳。
トム
1992年、ジェフの恋のライバルとして登場。褐色肌・焦茶ドレッドヘアーのワイルドなストリートダンサー。カリフォルニア州出身、11月23日生まれの射手座。
トモキ
2001年、ジェニーの新しいボーイフレンドとして、アイドル系・ワイルド系・ビジュアル系の3種の試作ドールの中から人気投票で選ばれたアイドル系。サヤカとは幼馴染み。ジェニーとは同じファッションデザインスクールに通っている。ジェフの留学で落ち込むジェニーを慰めた。
試作に終わった他2種は同じストーリーブックにおいて、ビジュアル系がようすけ、ワイルド系がまなとと名付けられて脇を飾った。
マイク
1992年、エンジョイバケーションシリーズとしてジェーンと共に発売された。ダイビングのインストラクターとして南の島でジェニーと出会う。スポーツ全般が得意。ロサンゼルス出身の19歳で、7月31日生まれの獅子座。
レイフ
1987年、ジェニーフレンドとして登場。金髪に青い瞳のクールガイ。意外と優しいタイプ。建築家志望の大学生。イギリスロンドン出身の19歳で、7月22日生まれの蟹座、AB型。1992年エリーズクラブのメンバーとして再登場。

#### エンジェルズガーデンシリーズ
これらのフレンドは、エンジェルズガーデンシリーズとしてラインアップされているもので、メーカーも従来のジェニーフレンドとしての扱いはしていない。
アンジェリー
2000年、エンジェルスガーデンフレンドとして、ジェシカと共に発売。ナチュラルボディ。金髪ツーテール縦ロールに緑の瞳、意地悪なライバルキャラクターとして登場していた。リヒテンシュタイン出身のAGIS2年生17歳。将来の夢は宝石デザイナー。
カーナ
2001年、エンジェルスガーデンフレンドとして発売。ナチュラルボディ。茶髪姫カットストレートに茶色い瞳、オープンマウス。ドイツ出身のAGIS1年生16歳。将来の夢はパティシエ。
キョウコ
2000年、エンジェルスガーデンショップスタッフとして発売された。バレリーのアルバイト先「エ コルシェ」のショップマネージャー。21歳、スタッフ歴3年、アパレル店長。将来の夢は自分の店を持つこと。
同シリーズで唯一、ジェニーズクラブプレミアム会員限定で一度再発売されている。
ジェシカ
2000年、エンジェルスガーデンフレンドとして、アンジェリーと共に発売。ナチュラルボディ。ピンクのショートヘアに青い瞳。オーストラリアシドニー出身のAGIS2年生17歳。将来の夢は世界一の新体操選手。
ショウ
2000年、エンジェルスガーデンボーイフレンドとして発売された。ジェニーとフェリスの級友。AGIS2年生17歳。将来の夢は美容師。モエは姉。男性用可動ボディのスーパーアクションボディを使用。
ダンシングアイリ
2000年、エンジェルスガーデンシリーズとして発売。ナチュラルボディ。茶色の巻毛ショートに青い瞳。沖縄県出身のAGIS2年生17歳。将来の夢はプロダンサー。
バレリー
1999年、エンジェルスガーデンフレンドとして、ジェニー、リリアン、フェリスと共に発売された。ブラウンのウェーブヘアに褐色の肌、グリーンの瞳。AGIS3年生18歳、アメリカ出身。ジェニーのモデル仲間であり、ライバルでもある。将来の夢は女優。
フェリス
1999年、エンジェルズガーデンフレンドとして、ジェニー、リリアン、バレリーと共に発売された。横分けのブロンドロングヘア、白い肌、グリーンの瞳。AGIS2年生17歳、アメリカ出身。パソコンが得意で、将来の夢はデザイナー。
モエ
2000年、エンジェルスガーデンショップスタッフとして発売された。バレリーのアルバイト先「エ コルシェ」のショップスタッフ。AGISの卒業生で19歳。スタッフ歴1年、アパレル販売員。将来の夢はスタイリスト。ショウは弟。
リリアン
1999年、エンジェルズガーデンフレンドとして、ジェニー、フェリス、バレリーと共に発売された。茶色のロングヘアに茶色の瞳。中国出身、AGIS1年生16歳。風水占いが得意。将来の夢は漫画家。父親が中華街で飲食店を経営。

#### Kawaii!JeNny
これらのドールは『リカちゃんキャッスル』で限定発売された。
なでしこ
黒髪ロングヘアの姫カットに、Nの文字が入ったアイプリが特徴。セーラー服姿で販売。京都出身のお嬢様で、腹黒い性格。
アキラ
薄茶色のショートヘアに、鮮やかなグリーンの瞳の美少女。英国のパブリックスクールのような制服姿で販売。ボーイッシュな性格。
シスターB
赤と黒の非対称のメッシュヘアに、赤い目が特徴。販売されたものは、劇中で着ていたドレスではなくジェニーのドレスの色違いだった。

#### 有名人のフレンドドール
ジェニーシリーズのヘッドやボディを転用し、タカラが製造販売したもの。一部は店舗限定で販売された。
天海祐希
1994年、同名の宝塚歌劇団の月組トップスター（当時）を模した。
桂由美ちゃん
1998年、同名の着物デザイナーがコーディネートした着物で登場。
神田うの
1997年、同名のタレントのドール。スーパーアクションボディ。
スターライトヨシキ
1992年、同名のアーティスト、ロックバンドX JAPANのリーダーYOSHIKIのドール。
パフィードール
1998年、スーパーアクションボディを使用した2体セット。1次と2次があり、ジーンズショップなどとタイアップ販売も行われた。
吉川ひなの
1998年、同名のアイドルタレントのドール。本人がデザインした衣装で登場。はっきりとジェニーフレンドという位置づけがされていた。ボディーはブリジットボディが採用され、通常のジェニーと衣装の互換性は無い。

#### その他のフレンドドール・タイアップドール
ブリジット
1992年にタカラが立ち上げた波紋ブランドから単独で登場。マテルバービーに似たフェイスプリントでオープンマウス仕様。
かつや ･小池栄子
2002年、同名のタレントのドール。会報「ジェニーファンクラブ」にて告知。カツ丼店「かつや」とのタイアップ企画で同店法人のキャンペーンガールを務めた小池栄子がモデル。「かつや」店内限定、同店の食事割引優待券とセットで販売された。「かつや」のユニフォームを纏う仕様のドールで、当時人気トップグラビアモデルだった小池の起用からボディは標準スーパーアクションボディより胸が大きいダイナマイト・ボディ（タイプ）にワンピース水着が添付された。
携帯用ストラップも同時に期間限定で販売された。
パラサイト・イヴ、アヤ・ブレア＆イヴ
1998年、2体。スーパーアクションボディ仕様、ゲーム・ソフト「パラサイト・イヴ」購入者対象に抽選で限定販売。
叶姉妹
2002年、2体。スーパーアクションボディ仕様。

### アウトフィットブランド
1986年からジェニーとフレンドドール用の架空のファッションブランドが設定されることもあり、各ブランドごとにデザインされている。
- 1986年
  - アイビーハウス
  - フローラルランド
  - ミントシティ
  - ハニーキッズ
  - スタジオL・A
  - ヒットパレード
- 2000年
  - スタジオストリート
  - スイートバンビーニ
  - スタイリッシュモード
- 2001年
  - ラブウェイ
- 2003年
  - ストリート
  - モードスタイル
  - スウィートガール
- 2007年
  - クール&ベリー
  - ロマトップ

## 関連サービス・関連商品・派生作品

### ジェニー電話

#### ジェニー電話の声優
- 初代：杉本沙織[9]
- 2代目：田口宏子[10]
- ティモテ：江森浩子[11]

### 書籍・雑誌
- ジェニーズクラブ（秋田書店）- 2007年現在休刊。
- JeNnY（日本ヴォーグ社） - 2007年現在休刊。
- ジェニーファッションクラブ（日本ヴォーグ社） - No.1〜No.5まで発売された。2007年現在休刊。
- ジェニーズコレクション（ジャパン・ミックス） ISBN 9784883214334
- 夢みるジェニー（実業之日本社、1988年）
- すてきなジェニー（実業之日本社、1988年）
- チャームアップジェニー（実業之日本社、1989年）
- ジェニーおしゃれBOOK（実業之日本社、1989年）
- ジェニーコンセプトブック･ウサギみみピキュン(1989年)
- ときめきジェニー（実業之日本社、1990年）
- わたしのジェニー・最新カラー版（実業之日本社、1992年）
- おしゃれなジェニー・最新カラー版（実業之日本社、1994年）
- ジェニー・わたしのドールブック（日本ヴォーグ社） - 2007年現在No.1〜No.21まで発売中。
- ジェニー オフィシャル･ビジュアル･ブック (マガジンハウス、2000年)
- コンプリート・ジェニー・ファイル（グラフィック社、2001年） ISBN 4766112083
- MODE-J ジェニー in トーキョー・ファッション（グラフィック社、2002年） ISBN 476611292X
- ジェニー (No.16) フランス人形風ドレス Heart warming life series―わたしのドールブック日本ヴォーグ社2003年ISBN 978-4529038768

### 音楽
- すてきなジェニー（作詞・作曲・歌 EPO、1986年） - ジェニー改名直後に放映されたCMで使用されたイメージソング。1986年3月21日発売のシングル「渚のモニュメント」のB面に収録。同年発売のオリジナル・アルバム『PUMP! PUMP!』にはCD・カセット盤ボーナストラックとして収録（アナログLP盤には未収録）。
- CALL ME JENnY（作詞・古澤久美子、作曲・山口美央子、歌・ちはる、1993年） - 1994年3月21日発売のアルバム『嘘みたいな幸せ』に収録。

### その他
- キュートステッチミシン（タカラ、1987年） - 子供用ミシン。普通のミシンの針とボビンが使える本格的なもの。
- ロストワード・オブ・ジェニー 失われたメッセージ （タカラ、ファミリーコンピュータ、1987年3月25日）- ジェニーがキック等で敵を倒していくアクションゲーム。
- スターエクセリーナ - 株式会社スターがタカラのライセンスを受け制作した52cmサイズのジェニー。エクセリーナジェニーがモデルとなっており、高級感を前面に出したつくりになっている。
- Kawaii! JeNny - ジェニーを使用した特撮テレビ番組。
- SUPER☆GiRLS - がんばって 青春、女子力←パラダイス のCDジャケットに服のコラボレーションがある[12]。後者のジャケットにはジェニーを初めとしたフレンドドールヴァージョンのジャケットが存在している。
- マジカパーティ - テレビ大阪で放送されたアニメ。シオンが女子生徒、タクミが男子生徒の一員として登場し、女子生徒は他にエリー、マリーン、たまき、サヤカ、みらい、桜子、リナ、ちひろ、あやの、リエ、ナオミ、ティモテ、アヤ、カオリ、星澤奈々子、あいこちゃん、男子生徒では他にトム、ジェフ、チャールズがカメオ出演している。その後、第51話ではシオン、タクミの他に上記の生徒たちも1シーンで登場している。詳しくはYouTubeを参照のこと。
- 1998年頃には東京ムービーの製作で、『ジェニー!』というタイトルでアニメ化も企画されていたが、1999年2月頃に企画が消滅した（なお、その代わりの企画は『モンスターファーム』シリーズで、名古屋のCBCテレビをキー局にTBS系列で放送されたが、『ジェニー!』の企画が進んでいた場合のキー局・系列は不明）。

## 関連店舗
ジェニーショップ
かつて原宿の竹下通りにあったジェニー関係のグッズを販売していた店で、オリジナルドールなどもあった。
TOTOCO（ととこ）
東京浅草橋にあるタカラ製ドール専門店。元々玩具の卸問屋であった同店が開設したジェニー及びフレンドドール、ドレスやグッズの専門店。ここのオリジナルドールも人気で、旧タカラが復刻しない初版のマリーンやキサラの復刻版などを販売した。
トイザらス
この店限定の「グレイシージェニー」と言う白肌、ブリジットボディのオリジナルエイティーンジェニーが多種類発売された。100店舗目記念には「雪の女王」をイメージした「スペシャルグレイシージェニー」を販売した。